# Lost Inside Your Heart
Lost Inside Your Heart (em português: Perdido no seu coração) é uma composição de Jon Secada (pela gravadora Som Livre) cantada em dueto  com a cantora brasileira Marina Elali, lançada como 1º single do seu DVD: Longe ou Perto. A música também está incluida no "Jon Secada - Stage Rio".
A canção foi incluida na trilha sonora da novela Viver a Vida. 
Esse é o 3ª single da cantora lançado totalmente em inglês nas rádios (os outros foram One Last Cry e All She Wants) e a 5ª música a ser incluida em uma novela da Rede Globo.

## Videoclipe
O videoclipe está incluído no DVD: Longe ou Perto e conta com os 2 cantando a canção no estúdio.